# 第一次驅漢事件
第一次驅漢事件又称辛亥拉萨动乱（藏語：ཆུ་བྱི་དམག་འཁྲུག་，威利转写：chu byi dmag 'khrug），指宣统辛亥年（1911年）在西藏发生的一場政治事件與軍事衝突。该事件因漢地發生辛亥革命所引发，雖名為驅漢，但主要是驻西藏拉萨地区的清朝军队哗变和混亂下对藏族僧俗的劫掠，随後流亡英属印度的第十三世達賴喇嘛回來穩定局面，领导西藏僧俗驱逐清朝官員及驻藏军队，並返回拉萨重新执掌西藏政教大权。

## 拉萨兵变
清末新政时期，清廷治藏政策多有失误，驻藏大臣联豫处理失当，加上英国的幕后活动，西藏噶厦与清廷的关系严重恶化，导致第十三世达赖喇嘛于1910年2月出走英属印度。而以钟颖为统领的约二千名川军（属于新建陆军，简称“新军”）从四川省抵达西藏拉萨驻扎，从而使清朝在拉萨的驻军形成“营兵”（旧驻藏军）与“新军”共驻的局面。清政府采纳了联豫的建议，革除了十三世达赖的名号，使矛盾更加激化，拉萨城内情势紧张。
1911年8月至9月间，四川省发生“保路运动”，四川政局自此陷入动荡。1911年10月10日（宣统三年八月十九日，藏历第十五饶迥铁猪年）武昌起义爆发，辛亥革命开始在清朝内地各省陆续发生，在革命党和立宪派主导下，内地十余省纷纷宣布独立，脱离清朝统治。以孙中山为首的革命党人一度主张“驅逐韃虜，恢復中華”，排斥满族，在内地十八省建立汉族的民族國家（后来孙中山改而主張“五族共和”）。在政权更迭过程中，边疆非漢族聚居地方产生动荡和骚乱，清帝国出现分崩离析的危险，尤其在尚未建省的蒙古和西藏等地分别在俄国、英国支持下出现獨立倾向。
辛亥革命的消息传到拉萨后，“当时人心惶惶，谣言四起，藏言杀汉，汉言杀藏，各怀疑惧”，藏、汉矛盾进一步加剧。更严重的是，驻藏的清军满、汉官兵及清朝驻藏官员各立山头并率先内讧，发生拉萨兵变，随后在西藏各地的清军均发生兵变。
拉萨兵变（又称“壬子事变”），其实质是部队闹饷与驻藏官员争权的结合，由部队中的哥老会势力与部分驻藏官员共同发起。起初，驻军闹饷因联豫令钟颖允以立即发放而平息，但右参赞钱锡宝劝说联豫不予发饷，致驻军“遂复哗变”。另据《藏乱纪略》称，“钱锡宝先得内地消息，于九月二十三日即上钦署，勒令联大臣率兵勤王，伊代钦差，限午时决断。联豫答以事体重大，须三日乃决。钱大愤恨而出，至二十五日而乱作矣。”可见兵变发生前，钱锡宝便有意让联豫率军出藏勤王，而由自己留藏代理驻藏大臣，但联豫以事关重大为由未当即同意，这引起了钱锡宝的不满。
兵变以“勤王”（效忠清朝）为口号发起。忧患余生《藏乱始末见闻记》记载，当时哥老会袍哥势力“遂隐相号召在藏各路军队，谓川乱不得回家，若能劫钦差，取库饷，以勤王为号，不但无罪，而且有功”，挑唆驻藏各路军队。驻藏大臣联豫后来曾提到“初言起勤王军”，钟颖也称“声言起勤王军”，可见兵变是以“勤王”为名。《联豫驻藏奏稿》中称，乱军于宣统三年“九月二十三四日连劫兵备处及使署所储枪械子弹粮米，并库存饷银十八万余两，薄据表式，均一律焚毁。……二十五日夜劫臣入札什城营次，初言勤王……”可见九月二十五日（1911年11月15日）乱军以“勤王”为名将驻藏大臣联豫劫持到札什城军营。
兵变发起者叶纶三、范金、李维新在兵变开始阶段即被杀，而严步云、何光燮、郭元珍等人因是钦差参赞近人而未遭处置。其中，何光燮、郭元珍都是驻藏官员，何光燮是钦差秘书，郭元珍既是钦差卫队长也是哥老会首领。
《藏乱始末见闻记》称，钦差被劫后“右参赞钱锡宝自称代理，在署中搜印，数次未获”，《藏事陈略》称“兵变起时，共举钱锡宝为钦差，钱以代理名义出示安民”。英国档案中有钱锡宝以代理钦差名义张贴安民布告的记载，该布告是由西藏民众大会交给英国駐錫金政務官的，布告署有“宣统三年九月二十六日（1911年11月16日）”即联豫被劫持的次日。但布告未提到一天前乱军劫持联豫之事。布告前一部分是联豫自称要率军“返”（该字有误，本意应为离开）拉萨，责成参赞钱锡宝行使在藏全部职权；后一部分是钱参赞称已接此令，将服从并履职，申明部队军纪严明、作风优良、绝对不会伤害汉藏商民，希勿惧怕、逃亡，要安居乐业勿信谣言。西藏民众大会给英方的信息中还提到兵变时间是“二十五日夜”而且“钱锡宝已被任命为代理安班，并已掌印”，并提到“中国军队”“将大臣联豫推倒，并劫掠他所有财物，嗣后拥戴钱锡宝作他们的领袖”。安民布告说是因联豫要率军离开拉萨才责成钱锡宝代理钦差，而事实上是联豫遭乱军劫持，可见钱锡宝不但未救援联豫，反而谎称联豫要率军离开拉萨，而且乱军也没反对钱锡宝代理钦差。《藏乱纪略》称，有人说“乱起先劫联署者，即严步云其人”。严步云是钱锡宝的卫队长，他在兵变时率先劫持联豫，而后推钱锡宝为代理钦差。所以可推知钱锡宝参与策划了兵变并居要位，他和乱军间有密切关系。故宫博物院《西藏起义清方档案》记载，联豫获释回驻藏大臣衙门后，钱锡宝“因赴江孜办理夷务，关防交靖西马同知，竞行出关”。此举显示钱锡宝可能是恐事情败露而逃跑，《藏乱纪略》称“钱锡宝藉故潜逃，惟以严步云护之以出”。
拉萨兵变发生后，清朝在后藏江孜驻军十月初一返拉萨，波密等地驻军至拉萨则在十一月十五日左右（史料作“十一月望间”），这些部队打着响应辛亥革命发动“大汉革命”的名义，号称欲回拉萨取联豫、钟颖的首级，但其实是闹饷，经钟颖招抚答应发饷后平息。

## 驻藏陆军与西藏民军开战

### 公议局攻打色拉寺

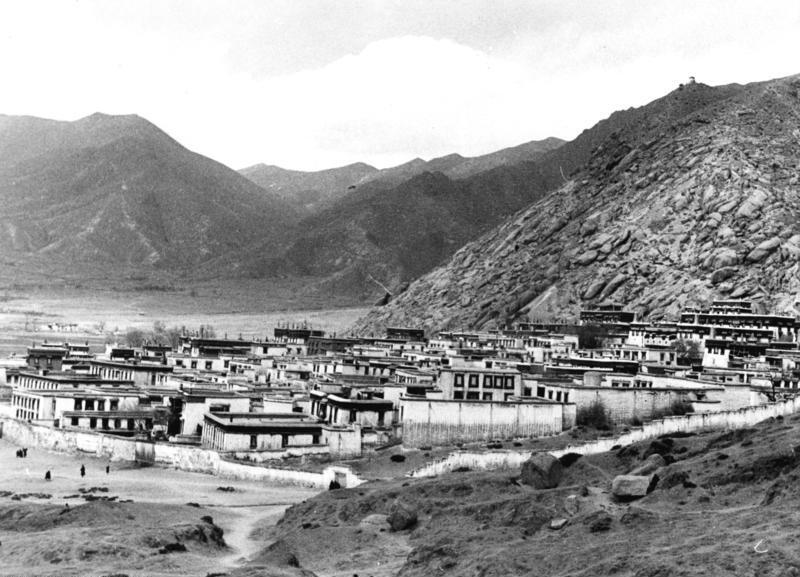
1938年的色拉寺全貌

藏軍与西藏民军开战始于民国元年（1912年）3月23日（农历二月初五）公议局攻打色拉寺，结束于1913年4月中华民国政府西藏办事长官钟颖出藏。
民国元年（1912年）1月1日，中华民国成立。宣统三年十二月二十五日（1912年2月12日），清帝溥仪逊位。在拉萨的驻藏陆军随之在农历十二月二十七日（1912年2月14日）后的“腊月间，闻内地共和告成，遂于藏中设立公议局一所”（见馬師周电）。公议局是乱军成立的机构，意图夺取原清朝驻藏机关的权力，其后在其辖下发生了一系列无法无纪的行为。公议局成立后，乱军“兵丁结党呼群，征歌酒食狂嫖浪赌，无所不为。甚至图财害命，寻仇报复，几无日无之”（见馬師周电）。乱军“声言勤王，全军回川，向藏人索取路费银十万两。藏人本不愿陆军驻藏，今闻回川，幸出望外，即慨然送给。乃得银竟不回川，日事赌博、仇杀，藏人既大悔恨，复恐饷尽再事劫掠，遂暗集番兵以图防卫。”影响更大的是公议局为抢劫更多财物而攻打色拉寺。
公议局攻打色拉寺的主要借口是民国元年（1912年）3月10日（农历正月二十二日）江孜传来求援警报，公议局以支援江孜为由要求拉萨三大寺之一的色拉寺支应乌拉差役，遭色拉寺拒绝后，3月23日（农历二月初五）强攻色拉寺，由此挑起了拉萨战事。公议局攻打色拉寺是西藏局势的转折点，从此导致公议局及驻藏陆军自身难保，更无法援助江孜。乱军强攻色拉寺的发动者见酿成大乱“均藏匿无踪”，而公议局亦因进攻色拉寺“反招番边围攻”而遭到群起指责，到最后“每日无一人到局”，而已大权旁落的“联、钟之势为之一振”:125。

### 达桑占堆民军反攻
1911年1月，英国派军队侵占中国云南省西北部的片马地区。又趁中国辛亥革命政局动荡、混乱之机，于1911年12月，武装入侵西藏洛隅、察隅地区，吞占西藏属部。。
在公议局攻打色拉寺期间，流亡印度的十三世达赖通过西藏噶厦发出《告民众书》，“通告全藏之营官喇嘛攻击各地汉军”。由于乱军此前内讧和劫掠扰民行为已引发西藏僧俗强烈不满，达赖的通告产生了巨大影响力。西藏摄政策墨林活佛以“川军杀戮过甚，招募士兵万余，以謝國樑为统领，日与钟颖酣战。”达赖派回的亲信达桑占堆也迅速组织起万余民军，作为卫藏民军总司令指挥民军进攻驻藏陆军。江孜、日喀则等地驻藏陆军在达桑占堆民军围攻下，由英国驻亚东商务委员大衛·麥克唐納调停，先後“将枪支卖于番官，逃亡印度”。达桑占堆民军不久便进抵并包围拉萨。
此时，拉萨大部分乱军士兵虽已重归联豫、钟颖掌握，但战争已无法停止。且自达赖发表通告后，战争已从原先的西藏地方军民抵抗乱军抢劫，变成了达赖在英国人支持下展开的目的在于将全体驻藏陆军驱逐出藏的大规模战争。“三月癸卯，番兵数万人，进围拉萨”，当时拉萨由钟颖主事，率军迎战。驻藏陆军在拉萨占据的范围“西至第穆寺，东至工布塘，南至巡警总局”，钟颖“居中调度”，形成“四路策应”。但钟颖兵力极其有限，仅有“手下马牟二十余人，郭建勋马队百余，赵本立兵百余，张文华之士兵数十”，另有“均极奋勇”但武器仅有“刀矛”的“清真寺百姓”，其他还有“第穆寺僧众，刘荣武、张子青、张鸿升、王久敬、甘秉臣”，但他们平日“均赋闲”，当此危急“始出一战”。而且就在这一危急时刻，郭元珍公口的管事谢天喜却“组织敢死队”，以“保护何、郭为目的”，不听钟颖调度，“毫无布置”。该敢死队此时仍以保护何光燮、郭元珍为使命，可见二人在变乱初期没被钟颖处置乃因他们手下这部分力量的存在。
“开战之先，汉人毫无准备，以为有钱可恃”，不料被包围后，藏方断绝供粮，驻藏陆军“食物无出”、“粮无购处”，幸而拉萨河“南岸庙中有粮甚多，夜间偷渡攻取”，故不至于“食人食犬”。但是被围困的汉藏民众却因只能夜间到南岸挖取野菜，而“或为飞弹所中，或食之中毒，死者日有所闻”，“与拉萨交通为番兵阻隔，子弹时虞缺乏”，“几无以应敌”。但钟颖仍为中央政府“誓死戍守”，战时“其精神人所不及，应付各处 粮弹，分拨战守，日夜报告或百起。盖自二月初五至七月和局成，固未能一夕安枕。”但驻藏陆军粮弹短缺，且“汉番百姓之在围中者，日往联、钟两处痛哭，祈早议和”。同时, 钟颖得到袁世凯北洋政府于民国元年（1912年）7月3日发出的电报称“钟长官颖可劝达赖就范……可极力扶绥，不可一味杀戮，玉石同焚。”联豫、钟颖等人乃于7月26日致电十三世达赖“力主和平，顾全大局”，并提到“现在川、滇、甘肃三路进兵，锐不可当”，而且“番边亦困疲”（指藏方也已困乏疲倦），故交战双方于8月1日（农历六月十九日）在英方指派的廓尔喀驻藏官员的调停下初次议和。但是“番官谓非收枪及汉人出藏，和局无从议起”，收枪和驻藏陆军出藏是达赖的最终目的，该目的此前已在江孜、日喀则等地实现，所以也希望在拉萨实现。但拉萨不比江孜、日喀则，没有中央命令，中央政府驻藏高级官员钟颖、联豫等人都不敢离藏，因此对藏方条件“屡行辩论”，但“迄无寸效”，“遂复开战”，初次议和失败。
《藏乱始末见闻记》载，“阴历六月二十四”（1912年8月6日）何光燮、郭元珍被杀，随后汪文铭“汪则逃亡番边议和，后索还。迨二次开战后，汪欲内应亦杀之。”

### 初次議和
双方再次开战后，至农历七月始成和局（《藏乱始末见闻记》）。钟颖及联豫行权宜之计，由英方指派的廓尔喀驻藏官员噶卜典调停，缔结和约。《藏區政治史》與藏人行政中央記載和约以漢、藏、尼三種文字寫成，由三方代表蓋章，共三款：
1. 川军交出所有枪砲、彈藥由西藏政府封存保管。在十五天之內槍砲移送到朗頓·貢嘎旺秋（達賴喇嘛侄兒）府第，子彈、火藥移送到多仁家族莊園（位於大昭寺廣場以南），由廓人守衛。
2. 中國官員和士兵在十五天之內分三批出發離開西藏，由藏方派員護送並提供駝獸與給養到邊境。
3. 次日川军撤離朗頓·貢嘎旺秋府第，藏軍撤離多仁家族莊園，以便在兩處存放枪砲彈藥。聯豫、鍾穎各准留槍三十支與彈藥自衛。

中方要求對於留在拉薩的物品應予補償，藏方同意了。
朱绣《西藏六十年大事記》记载和约共四款：
1. 川军枪弹交廓人手，封藏藏中，后无汉廓藏三面人齐，不得擅取；
2. 陆军全行退伍，由印度回国，其钦差、粮台、夷情各官，仍照旧驻藏；
3. 钦差准留枪三十支，统领准留枪六十支；
4. 汉兵出关后，所有前次兵变失损财产房屋，须照实议赔[5][9]:29-30。

《西藏六十年大事記》还转录了“又见于英报记载”的该和约内容，与上文略有异同：
1. 办事大臣暨其文武属僚（约三十名）驻扎拉萨；
2. 该大臣仍照旧制随带华兵二百名，藉资护卫；
3. 现时中国戍兵之在西藏，有超过前项之兵数者，当弃其兵器弹药，使之回国；
4. 弃下之兵器弹药，储藏拉萨，其储藏室之门，由办事大臣、西藏行政总机关、及尼泊尔（即廓尔喀）驻扎官，会同加印封固；
5. 此次事件不问僧侣与非僧侣，凡左袒华军之藏人，虽用无论何等之名目，将来当不以此受祸[9]:29-30。

《西藏六十年大事记》所载和约第二款显示达赖的主要目的是驱逐驻藏陆军，而仍同意“钦差、粮台、夷情各官，仍照旧驻藏”，显示此时达赖仍承认中央政府对藏主权（藏方和約沒有任何官員驻藏內容，藏方後來也不許官員驻藏）。议和后，按第一款规定，“迨和局成而各处交来子弹，乃达万数颗”，这些子弹“均为各有钱人深匿，不战之兵所储积，以备守卫其财贿”，可见有钱百姓和不参战的士兵都藏匿了大量子弹。9月7日，马师周向临时大总统袁世凯转呈联豫、钟颖署期为8月28日（农历七月十六日）发出的关于和局己成的电报。钟颖在请马师周转呈其致中央的电报时，还有电报致马师周称“退伍官兵十八日启程抵边，时需银购粮”。规定经印度回中国内地是因驻藏陆军要求经康区回内地，但由於当時康区還有川军，藏方不同意這條較短的路線。
关于和约达成时间，有不同记载。藏人行政中央與R. Rahul等认为是1912年8月12日，并在英文著作中广为流传。1978年夏格巴《西藏政治史》引用英属印度總督的電報時也称是8月12日。1913年亲历者“忧患余生”所著《藏乱始末见闻记》的记载是“盖自二月初五至七月和局始成”，根据9月7日马师周致袁世凯电报可知，和约达成具体时间应是在七月初一至七月十六日（1912年8月13日至28日）之间。1925年朱绣《西藏六十年大事记》记载为1912年7月30日，但该书是后来之作，而且沒有區分陽曆與農曆，日期的准确性不如《藏乱始末见闻记》。
议和成功后，9月3日（农历七月二十二日）钟颖得知自己已在5月9日被中华民国北洋政府任命为西藏办事长官，乃以等同于前清驻藏大臣的中华民国政府西藏办事长官身份留驻拉萨，而联豫则在议和后于9月14日（农历八月初四）离开拉萨。9月8日《钟颖为出任西藏办事长官并已到任事给代理商上札》称：“照得本年九月初三日，案准驻藏办事大臣联移送接准内务部咨开：中华民国元年五月初九日临时大总统令，任命钟颖为西藏办事长官。”但“番边以钟系陆军统领，陆军既出藏，统领即应出藏”，要求钟颖出藏。对钟颖被任命为西藏办事长官一事，藏方称“只知钦差，不知长官为何物”，此后又“反复晓谕，决不承认”，且“屡行来文，促钟起程”，中华民国政府乃于9月16日电令联豫、钟颖等人“申明坚持条约，保全领土主权。该办事等万勿遽离藏境，致蹈自弃疆土之咎。”所以钟颖针对藏方反复催其出藏的情况，特在9月17日致代理商上称，“照得和局既成，陆军已实行退伍，枪支亦俱交存，乃番边近日行为，殊无情理可言”，并称“本长官既奉命驻藏办事，决无复行出藏之理”，且说明自己“无兵无枪又无粮亦不能战”，“只有任番边所为，本长官候死而已”，“后来无论有何祸患，决不后悔等语”。双方再陷僵局。

### 再次開戰與議和
直到9月24日（农历八月十四日）午后，双方再度开战。此时驻藏陆军官兵1300人已在议和成功后离开拉萨赴亚东，在拉萨的仅余保卫钦差的200名士兵。由于是第二次被围，生还希望渺茫，所以驻军“无不死力抗拒”，但“人少粮缺”，“狗马已食尽，飞鸟无至者”，只好“终日四望远山，惟盼援兵”，但是援兵“终不果来”。开战近两个月后，兵士不顾一切攻占尧西（瑶昔），从而得以在农历九月末十月初与藏方再度议和，11月14日（农历十月初六）收枪完毕。此次议和“藏番要求钟及军兵尽数退出”，而“汉民去留均听其便”，可见达赖的目的仍旧是军兵退出西藏，对汉民则无强制要求。钟颖只好撤离拉萨，于民国元年（1912年）12月12日（农历十一月初四）抵达靖西，“意拟驻靖候命”。但达赖得知钟颖从靖西来函表示“意在久居在彼”后，于1913年2月18日在复袁世凯电中称，对于钟颖久居靖西，“阖藏人等大有意怨，亦系汉番相争之由，应请令其速退”，旨在将钟颖等官兵驱逐出藏。袁世凯回电让达赖勿迫钟颖离藏，但并没效果。3月13日钟颖致电袁世凯称藏人“仍行驱追出境”，而且廓尔喀驻藏官员也称“如不启程，战事即在目前”。4月中下旬，钟颖不得不出藏。钟颖是中华民国政府的首位西藏办事长官，也是中华民国政府成立后唯一驻西藏办事的高级官员，但他未获达赖认可而不得不出藏，此后北洋政府的历任西藏办事长官在西藏反对及英国阻拦下再未进入西藏。直到南京国民政府时期，才重新派出官员驻西藏。

### 学界关于事件性质的争论
乱军与色拉寺交战是乱军劫掠与拉萨藏族僧俗反抗，当受英国支持的十三世达赖喇嘛发表《告民眾書》后，他成为整个战争的总指挥，使斗争规模波及整个西藏，战争变为对驻藏陆军展开全方位进攻，旨在将中國驻藏官兵全部驱逐出藏。对于拉萨动乱是否为“汉藏”冲突，达赖的驱逐行动是否是“驱汉”事件，学界有不同看法。達賴喇嘛的《告民眾書》是「漢藏」分明的，他說：
內地各省人民，刻已推翻君主，建立新國。嗣是以往，凡漢人遞到西藏之公文政令，概勿遵從，身著藍色服者，即新國派來之官吏，爾等不得供應，惟烏拉仍當照舊供給。漢兵既不能保護我藏民，其將以何方法鞏固一己之地位，願我藏人熟思之。……惟漢人官吏軍隊，猶欲任意進藏，總覽我政權耳，夫漢人不能依據舊約，撫我藏民，是其信用既以大失，猶復恣為強奪，蹂躪主權，坐令我臣民上下，輾轉流離，逃竄四方，苛殘惡毒，於斯為極。推其用意，蓋使我藏人永遠不見天日矣，孰使之，皆漢人入藏使之也。自示之後，凡我營官頭目人等，務宜發憤有為，苟其地居有漢人，固當驅除淨盡，即其地未居漢人，亦必嚴為防守，總期西藏全境漢人絕跡，是為至要。——《西藏六十年大事記》:27-28
清朝驻藏的官员王久敬，于1912年12月向民国政府的报告说：「汉番构衅」。聯豫與鍾穎致十三世達賴喇嘛的文件裡，以「漢番」定調中國與西藏的關係，達賴喇嘛致北洋政府的電文，也使用「至今漢番違背，皆由漢軍所致」、「漢番善後事誼」來稱呼中、藏之間的往來。所以「漢」是指中國。部分中外学者认为是“汉藏”冲突，将驱逐驻藏陆军的行为定性为“驱汉”事件，如《藏族简史》称“驱汉事件”，《英俄侵略我国西藏史略》及《个中原委——中国边疆诸问题》称“驱汉叛乱”，《中国反对外国侵略干涉西藏地方斗争史》称“驱汉活动”，《英国与中国边疆危机（1911-1947）》称“达赖驱汉得逞”，《民国藏事通鉴》称“第一次驱汉事件”。《西藏通史·民国卷》也称“驱汉事件”，但在行文中则称“驱逐当地汉官和军队”或“中央政府派驻西藏的官员及军队被迫离藏”。也有不少学者将驱逐的对象明确为驻藏陆军、官员，而不称“驱汉”，如孔庆宗《辛亥革命中驻藏川军起义始末》称“驱逐满汉官兵”，《清末民国时期川藏关系研究》称“驱逐驻藏川军”，《达赖喇嘛传》 称“驱逐川军”，《元以西藏地方与中央政府关系研究》称达赖派人“护送前朝驻藏官员及武装人员取道印度返回内地”。张召庸、喜饶尼玛主張，并非所有汉人都被驱逐出藏，也并非所有官兵均被驱逐，被驱逐的对象确切地说是参与抢劫作乱及与藏军有敌对行为的官兵。此外，藏文档案中当时使用的藏语词汇是“驱汉军”而非“驱汉人”。所以不能笼统地以“驱汉” 事件称之。
梅爾文·戈爾茨坦在《喇嘛王国的覆灭》一書中，指出在達賴1913年回到拉薩時，拉薩是從十八世紀以來首次沒有中國的官員或軍隊。

## 后续
1912年12月中旬，十三世达赖回到拉萨，重掌西藏政權。原亲汉势力遭到排挤和镇压，丹杰林寺被解散，哲蚌寺规模最大的洛色林扎仓遭到镇压（1921年又因内部争端而遭清算）。英国人麦克唐纳记载，十三世达赖“进入布达拉宫后，第一步便是没收皇家丹吉林寺，并解散其僧侣。这寺院从那以后，便改作邮政电报局了。”朱绣《西藏六十年大事记》载：“汉兵既由拉萨赴印度，从前助汉之喇嘛，亦有相随而行者，达赖甚恨，故暗杀其折蚌寺之大堪布元典喇嘛于彭多宗。”:33达赖还让亲信达桑占堆继承了战争期间因倾向驻藏陆军而被杀的噶伦擦绒·旺秋杰布的财产，并开始逐渐压制九世班禅。此后西藏事实上形成了脱离中國政府控制的独立地位，北洋政府所派西藏办事长官等驻藏官员一直未能进入西藏。1913年，达赖发表《水牛年文告》开始推行新政。同年达赖要求英國於1913年召開西姆拉會議劃定中藏邊界，并且发动了康藏战争（川边战争）进攻四川康区（川边）。直到1919年北洋政府國務院令甘肃督军张广建派李仲蓮、朱繡入藏，會晤十三世達賴和九世班禪，取得了川藏停战及联络感情的成果，加上不久前達賴派三大寺堪布駐京，西藏同北洋政府的关系才开始逐渐恢复。1924年，達賴派貢覺仲尼赴北京充任西藏駐京總代表，並派代表觀察（後改為參加）了中华民国国会參眾兩院會議。

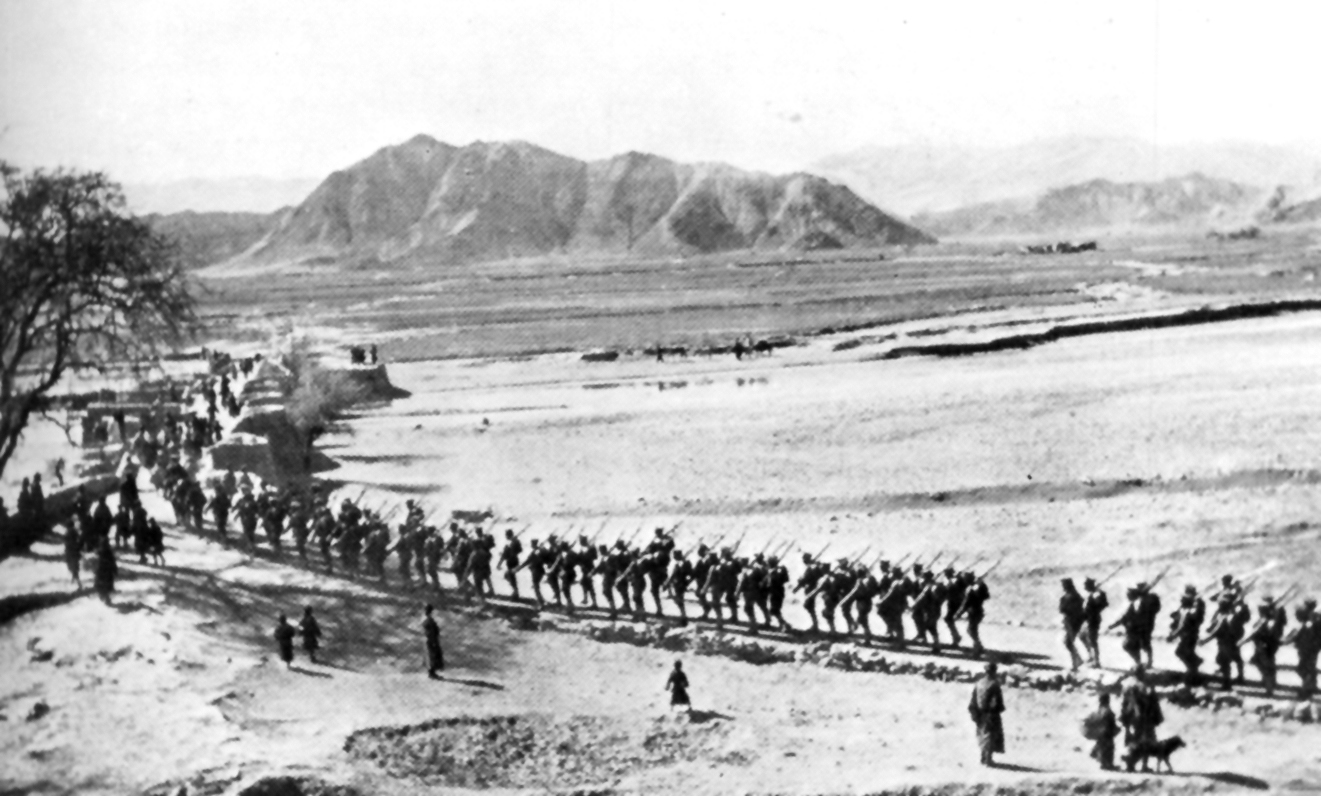
动乱后川军撤离拉萨

回中国内地的驻藏陆军官兵中，钟颖1915年因在藏期间左参赞罗长裿被杀案而被大总统袁世凯处决。其他重要将领还有刘弼良（一营管带）、潘文华（乱军一营管带）、陈渠珍（三营管带）、张子青（乱军三营管带）、张鸿升（马队管带）等。谢国梁（土兵营管带）后也回内地。在西藏被钟颖处决的有汪文铭（乱军马队管带）等人。
另外此次动乱发生前正在被驻藏陆军围剿的波密土王后在1928年被西藏噶厦剿灭。

### 引用
1. ↑  . 中国藏学研究中心.   [2021-11-19].
2. ↑  李勇军. . 中南民族大学学报(人文社会科学版). 2011年, (第5期): 70—74页  [2016-04-13]. （原始内容存档于2016-06-01）.
3. 1 2 3 4 5 6 7 8 9 10 11 12  张羽新. . 中国藏学. 2003年, (1期). （原始内容存档于2017-12-01）.
4. 1 2   何本方 (编). . 中国国际广播出版社. 1992年: 190. 拉萨兵变
5. 1 2 3 4 5 6 7 8 9 10 11 12 13 14 15 16 17 18 19 20 21 22  张召庸; 喜饶尼玛. . 中国藏学. 2011年, (1): 34–43. （原始内容存档于2018-08-21）.
6. ↑  . . 西藏人民出版社. 1983年10月19日 –Google Books.
7. ↑  
Tsepon Wangchuk Deden Shakabpa. . BRILL. 2010年: 744–746. ISBN 90-04-17732-9.
8. 1 2  
 (PDF). 藏人行政中央: 16–17.   [2017-08-07]. （原始内容存档 (PDF)于2017-08-09） （英语）.
9. 1 2 3 4  朱錦屏 (编). . 京报社. 1925年  [2020-11-23]. （原始内容存档于2020-08-05） –臺灣華文電子書庫.
10. 1 2  W. D. Shakabpa. . Yale University Press. 1967年: 243–244頁. ISBN 978-0-9611474-1-9 （英语）.
11. ↑  
R. Rahul. . International Studies. 1960-10-01, 2 (4): 420–424 （英语）.
12. ↑  
Julie Marshall. . Routledge. 2004-11-23: 369–370. ISBN 978-1-134-32785-0 （英语）.
13. ↑  朱麗雙. . 香港中文大學出版社. 1 June 2016: 35. ISBN 978-962-996-711-6.
14. ↑  簡金生.  (PDF) (博士论文). 國立臺灣師範大學歷史學系: 110–111. 2014年1月  [2020-11-08]. （原始内容存档 (PDF)于2020-11-08）.
15. ↑  . 中国文史出版社. 2000年3月12日 –Google Books.
16. ↑  Melvyn C. Goldstein. . University of California Press. 1991-06-18: 59. ISBN 978-0-520-91176-5. the Dalai Lama returned to Tibet, staying first in Chumbi and then, in January 1913, finally entered a Lhasa free of Chinese troops and officials for the first time since the eighteenth century.（英文）
17. 1 2 3 4  孙林，现代性与民族意识:关于西藏近代史上一次政治改革性质的社会学分析 （页面存档备份，存于），西藏民族学院学报:哲学社会科学版2002(3)；孙林，现代性与民族意识:关于西藏近代史上一次政治改革性质的社会学分析(续) （页面存档备份，存于），西藏民族学院学报:哲学社会科学版2002(4)
18. 1 2 3  昂毛吉，试论民国时期擦绒·达桑占堆其人其事 （页面存档备份，存于），中央民族大学2012年硕士学位论文
19. ↑  周伟洲，1919-1920年李仲莲、朱绣等奉命入藏事件论析，西藏民族学院学报(哲学社会科学版)2015(2)
20. ↑  邱熠华. . 中国藏学. 2014年, (4): 69–78  [2022-10-19]. （原始内容存档于2022-10-19）.
21. ↑  喜饶尼玛，民国时期西藏驻京总代表贡觉仲尼评述 （页面存档备份，存于），中国藏学2000年1期